# Ярослав (город)
Яро́слав (пол. Jarosław, укр. Ярослав, древнее русское название Ярославль) — город в Польше, входит в Подкарпатское воеводство, Ярославский повят. Занимает площадь 34,46 км². Население — 40 523 человека (на 2004 год). Стоит на реке Сан.

## История

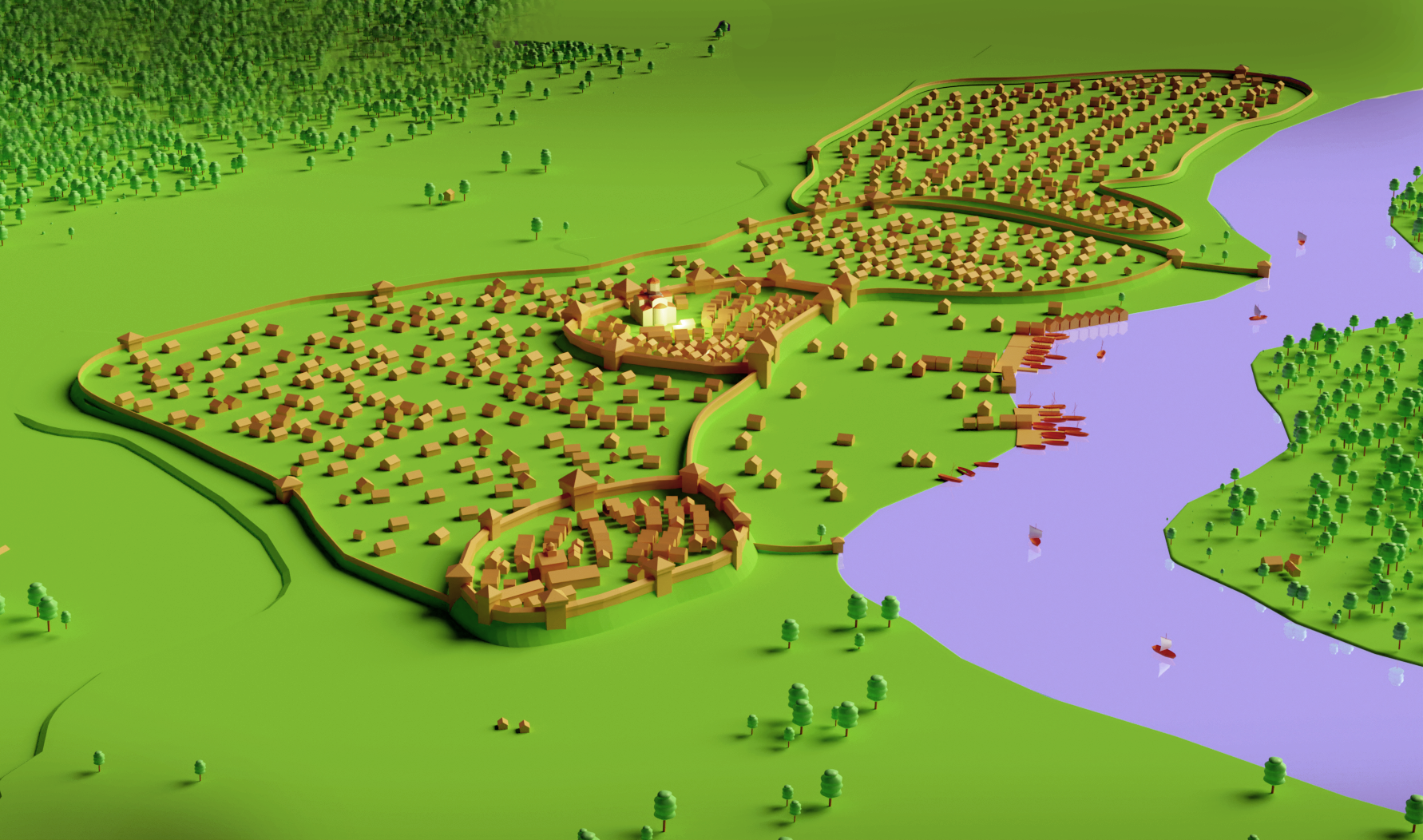
Реконструкция укреплений древнерусского Ярославля XII—XIV веков

Ярослав был основан в 1031 году великим князем киевским Ярославом Владимировичем Мудрым. В Ипатьевской летописи упоминается под 1152 и 1231 годами. Первоначальный ярославский детинец находился на месте нынешнего монастыря бенедиктинок на горе св. Николая, где во времена Галицко-Волынского княжества была построена церковь св. Николая. Под Ярославом состоялась в 1245 году Ярославская битва.
С XIV века в составе Польши.
Городские права Ярослав получил в 1323, а магдебургское право — в 1375 году.
В 1625 пожар вызвал большие опустошения в городе.
В XVI—XVII веках у Ярослава происходили международные ярмарки.
Походы казаков (1649), шведов и венгров (1656—1657) не способствовали развитию города.
К концу XVI века в Ярославе действовало при церкви св. Успения братство св. Онуфрия, которое содержало школу (просуществовало до XIX века).
C 1772 года (после третьего раздела Польши) — в составе Австрии.
Ярослав богат на архитектурные памятники и старинные церкви и костёлы. До XX века сохранялось городище там, где теперь монастырь Доминиканцев. XVI—XVII веками датируются ренессансные дома (каменный Орсеттих, 1580), в 1714 году построена церковь Преображения Господня, которая после 40-летнего перерыва в 1987 году возвращена верующим.
С 23 декабря 1920 года до 4 декабря 1939 года в Львовском воеводстве Польской Республики. Центр Ярославского повята.
В 1930-х годах в городе проживало 52 % поляков, 34 % евреев, 14 % украинцев/русинов.
В Ярославе с 1965 года существует душпастырская ячейка греко-католической церкви, с 1985 — кружок УСКТ и пункт обучения украинскому языку.
В начале 1945 года из Ярослава принудительно выселены в СССР украинцы, главным образом в Ивано-Франковскую область, а в начале 1947 остатки крестьян вывезли на Ольштынщину в северо-восточной Польше.
В эмиграции выходцы из Ярославщины в 1965 году создали Объединение «Ярославщины и окраины Засяння» в диаспоре, с центром в Чикаго (США).

## Известные люди
- В Ярославе родился православный архиепископ Варлаам (Вонатович).
- В городе родился композитор, народный артист СССР (1969) Людкевич, Станислав Филиппович (1879—1979).
- Вавжинец де Прессен — почётный гражданин города Ярослава (1859).
- Старосольский, Владимир Акимович — украинский общественно-политический деятель, исполняющий обязанности министра иностранных дел Директории УНР (1919—1920), председатель Украинской социал-демократической партии (1937—1939),
- В городе работал и умер Валериан Калинка, польский священник и историк.

## Фотографии

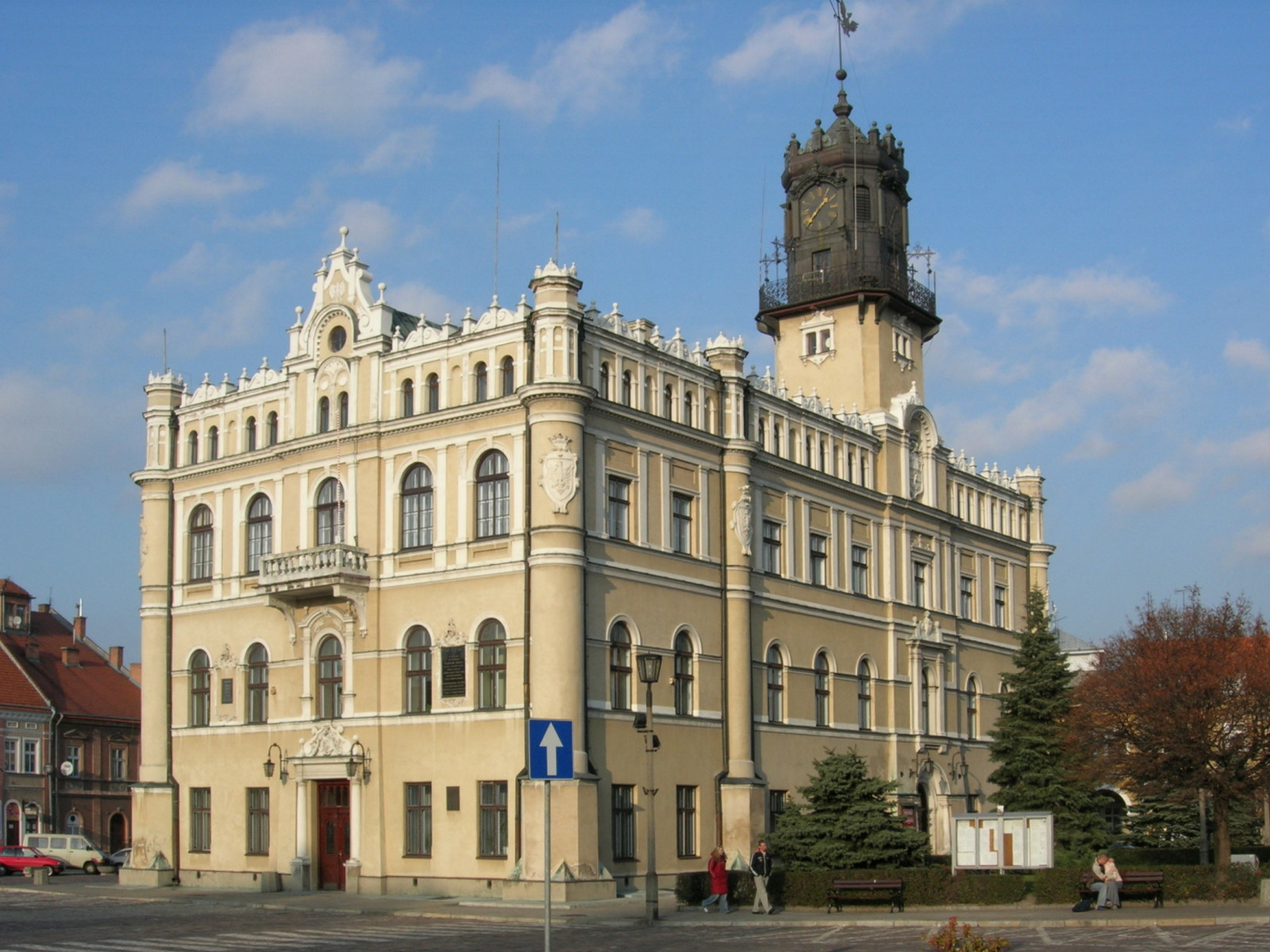
Ратуша
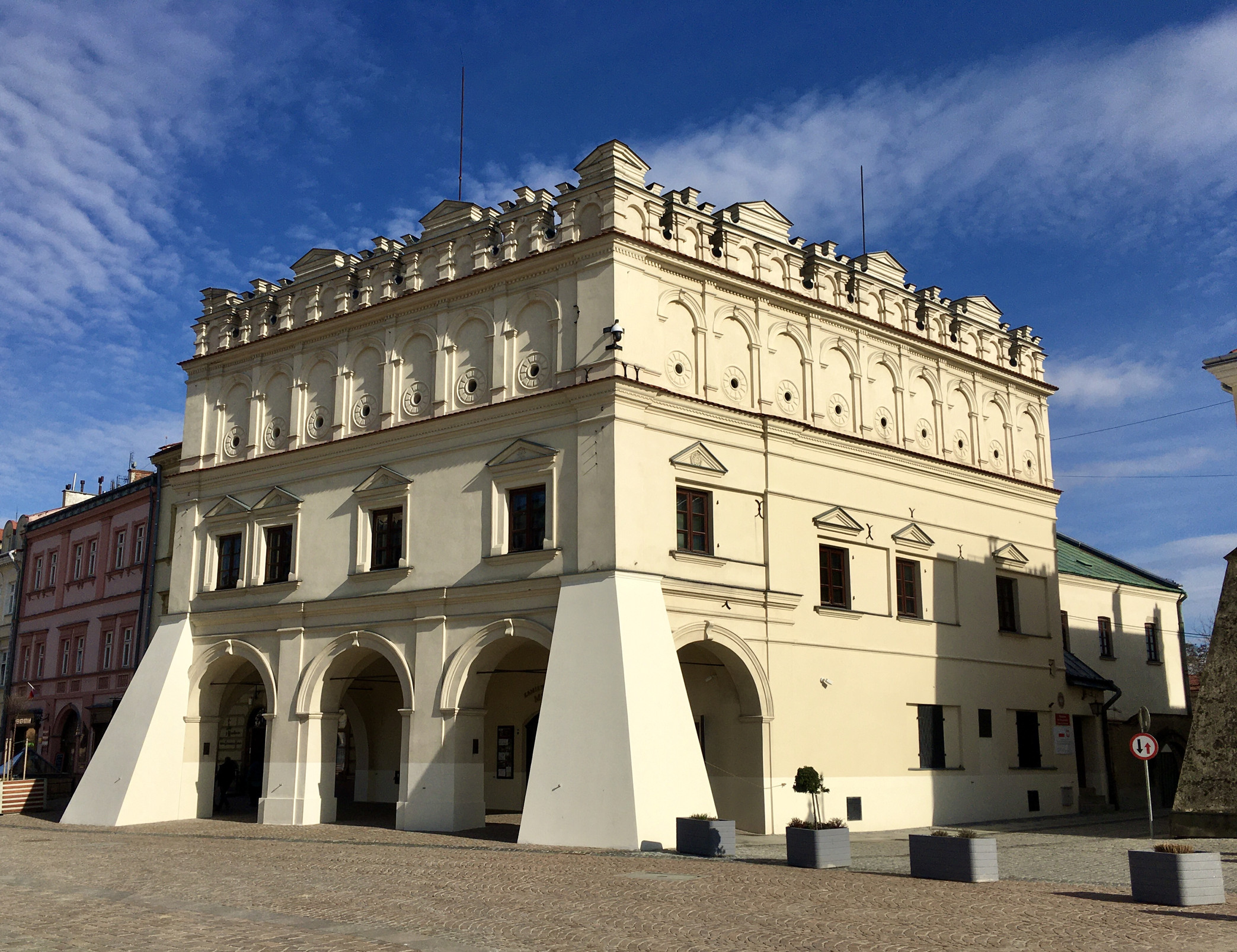
Старая синагога
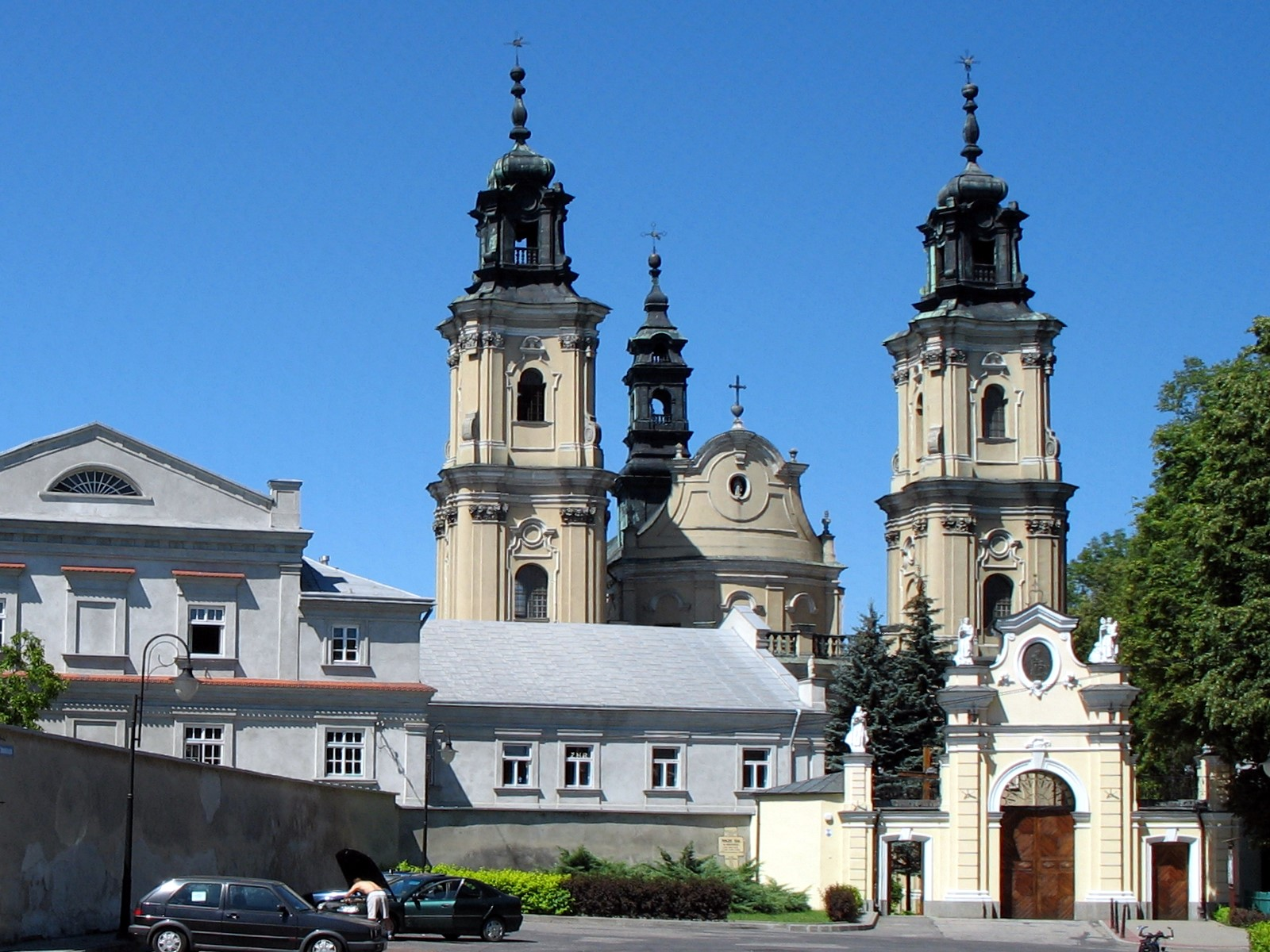
Костёл
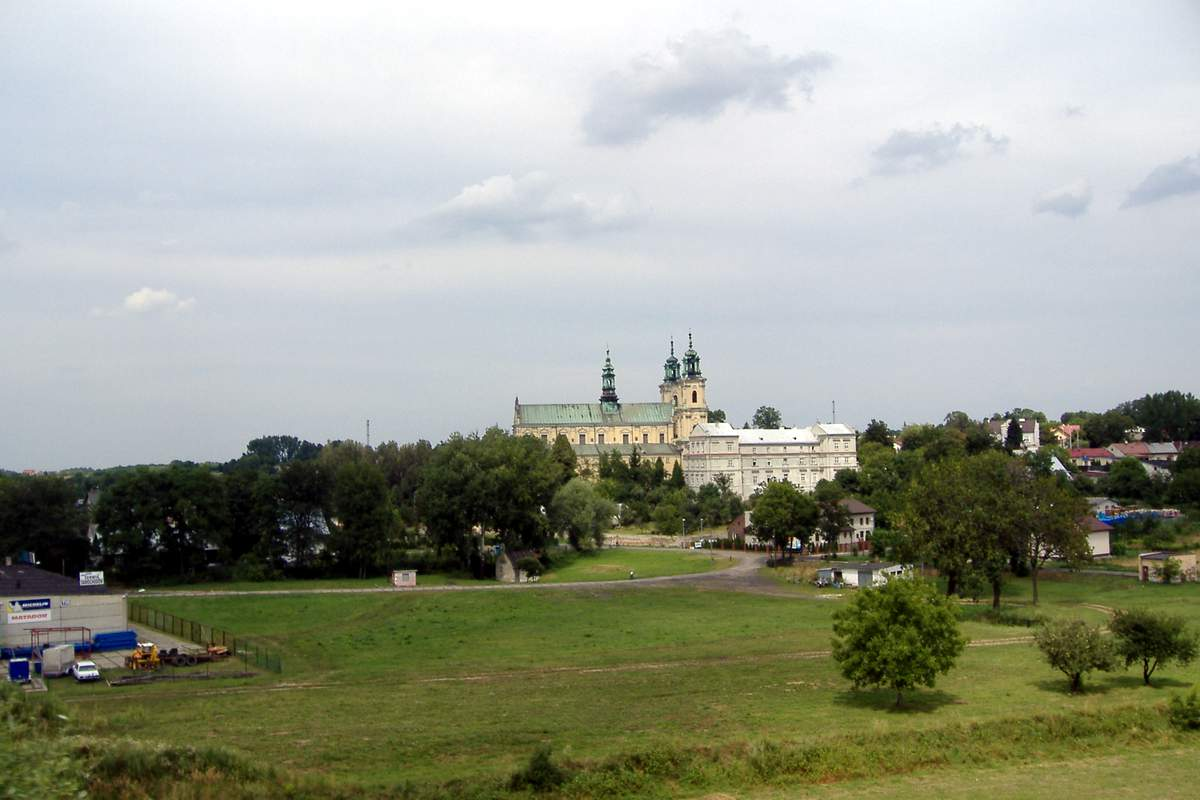
Костёл
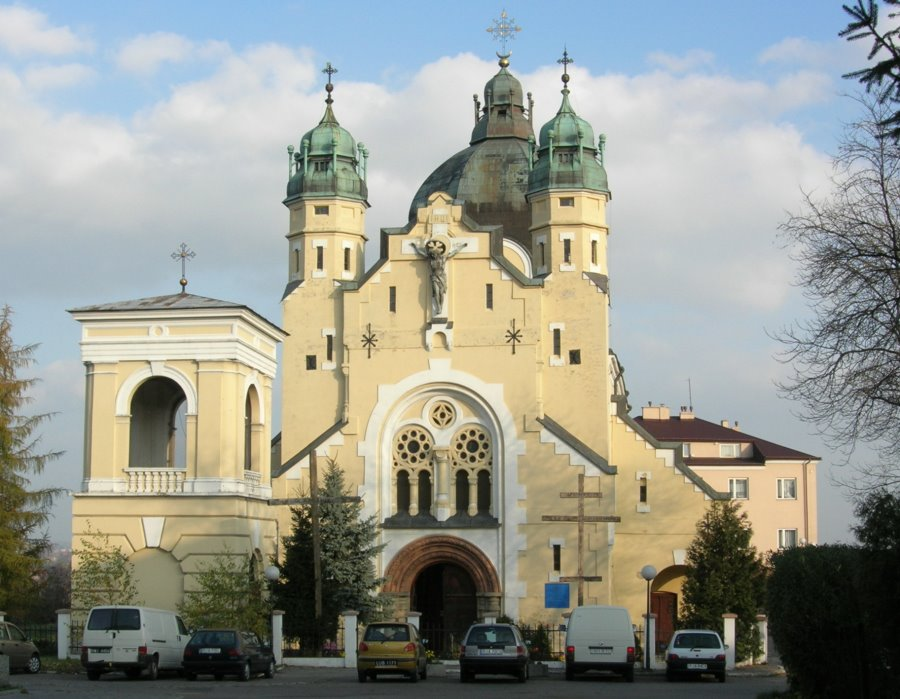
Греко-католическая церковь
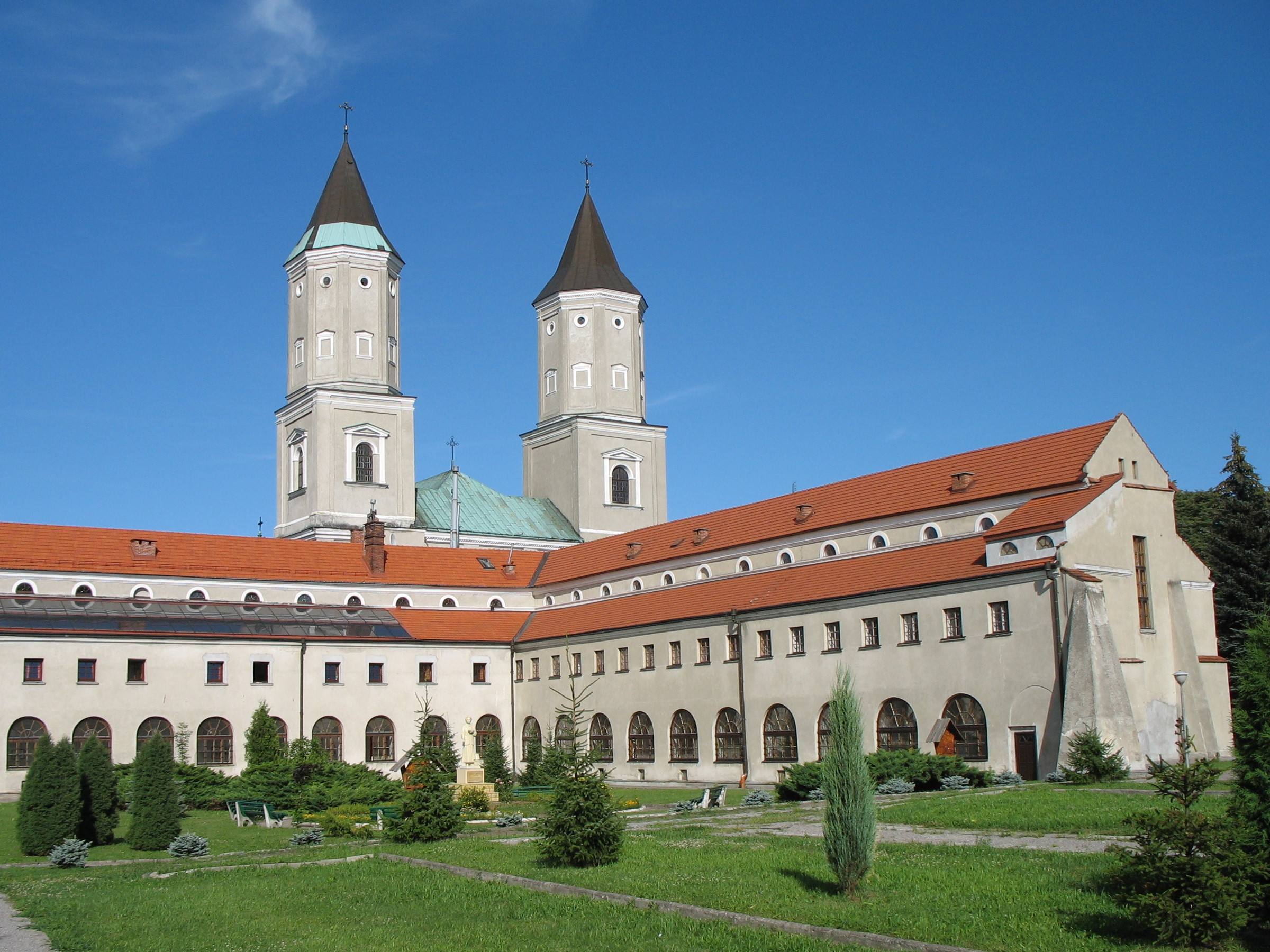
Костёл
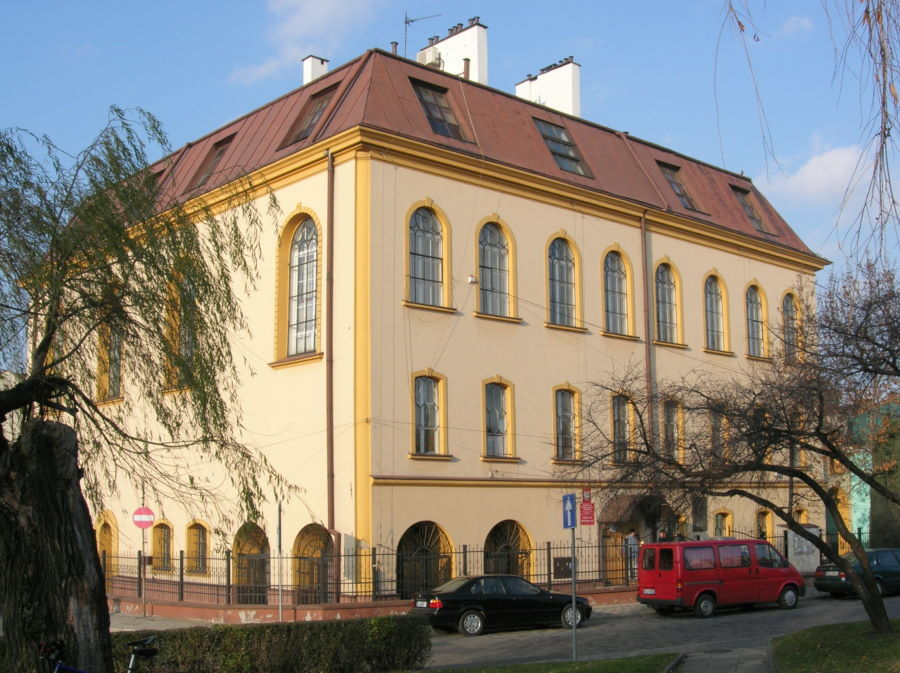
Большая синагога